# ASTEX
ASTEX, também conhecido como S71-2, SESP 1971-2 e P71-2, foi um satélite artificial da Força Aérea dos Estados Unidos lançado em 17 de outubro de 1971 a partir da Base da Força Aérea de Vandenberg por um foguete Delta.

## Características
A missão do ASTEX consistiu em testar novas tecnologias no espaço, levando entre a sua carga útil uma câmera infravermelha para testar um circuito fechado de resfriamento e estudar a radiação azul de fundo. A energia lhes proporcionava um painel solar suspensa de 4,57 metros de comprimento com um novo mecanismo capaz de pregar e implantar várias vezes o painel. O satélite também testou um novo sistema de comando e controle e obteve dados sobre a interação das partículas energéticas com a ionosfera A nave e seus experimentos funcionaram bem até 20 de dezembro de 1973, em que falhou um comando enviado para parar o transmissor, provocando problemas. A cobertura de dados abrangeu 100% nos primeiros meses de vida do satélite, 50% para o final do primeiro ano e limitou-se a duas órbitas por semana para o fim da vida do satélite. No entanto, em março de 2008 ainda se detectavam transmissões do satélite na frequência de 2242,517 MHz.